# Aarhus Challenger
L'Aarhus Challenger è stato un torneo professionistico di tennis giocato sul terra rossa a Aarhus in Danimarca. Faceva parte dell'ATP Challenger Series e si è giocata la sola edizione del 2008.

## Albo d'oro

### Singolare
| Anno | Campione             | Finalista   | Punteggio |
| ---- | -------------------- | ----------- | --------- |
| 2008 | Daniel Gimeno Traver | Éric Prodon | 7–5, 7–5  |

### Doppio
| Anno | Campioni                           | Finalisti                        | Punteggio           |
| ---- | ---------------------------------- | -------------------------------- | ------------------- |
| 2008 | Dawid Olejniczak Jean-Julien Rojer | Frederik Nielsen Martin Pedersen | 7–6(4), 2–6, [10–8] |